# Tinus van Doorn

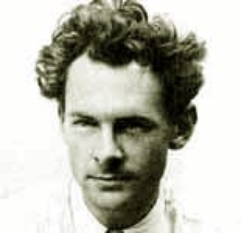
Tinus van Doorn, um 1930

Tinus van Doorn, eigentlich Martinus Jacob van Doorn (* 2. Juni 1905 in Padang, Niederländisch-Indien; † 17. Mai 1940 in Ukkel, Belgien), war ein niederländischer Maler, Zeichner und Grafiker des Expressionismus.

## Leben
Als Tinus van Doorn acht Jahre alt war, kehrte seine Familie von Sumatra in die Niederlande zurück und ließ sich in Den Haag nieder, wo er die Hogereburgerschool besuchte. In dieser Zeit fertigte er bereits viele Holzschnitte. 1924 begann er das Studium an der Koninklijke Academie van Beeldende Kunsten in Den Haag, das er aber nicht beendete. 1928 lebte er in Oegstgeest und ließ sich ein Jahr später in Rotterdam nieder, wo er 1929 die um 15 Jahre ältere Pianistin Annie „Akkie“ Vermeulen heiratete. 1931 wurde er mit dem Willink van Collenprijs der Amsterdam Künstlervereinigung Arti et Amicitiae ausgezeichnet, deren Mitglied er auch war. Mehrere Museen kauften seine Arbeiten; 1933 hatte er eine erste größere Einzelausstellung im Amsterdamer Stedelijk Museum. Er illustrierte auch literarische Werke, unter anderem von Jan Jacob Slauerhoff, Albert Helman, Antoon Coolen und Martinus Nijhoff.

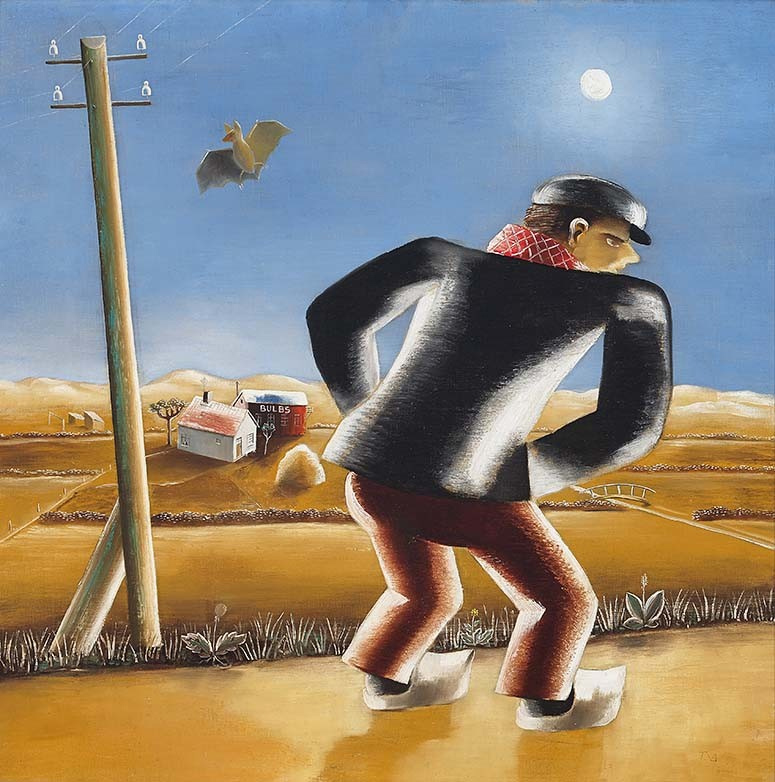
Bauer im Mondschein

1933 zogen Van Doorn und seine Frau in den Achterhoek an der deutschen Grenze. Er beobachtete mit Besorgnis den Aufstieg des Nationalsozialismus in Deutschland. Nach einer Reise durch Spanien und Portugal zog er 1938 mit seiner Frau nach Belgien und ließ sich in Uccle, einem Vorort von Brüssel, nieder. Dort war er ein Nachbar des belgischen Dichters Jan van Nijlen, dessen Gedichte er für eine kleine Auflage von Holzschnitten nutzte. Obwohl er viel arbeitete, verlor er zunehmend den Glauben an sich selbst. Vom Ausbruch des Zweiten Weltkriegs war er so betroffen, dass er eine Reihe von „Anti-Kriegs-Zeichnungen“ anfertigte. Am 17. Mai 1940, dem Tag, als die Deutschen Brüssel besetzten, begingen Tinus van Doorn und seine Ehefrau gemeinschaftlich Suizid.

## Werk
Van Doorn experimentierte ständig mit Form und Farbe. Seine Werke waren von den Expressionisten Franz Marc und Marc Chagall sowie vom Kubismus und der naiven Kunst beeinflusst. Sie stellten verschiedene Themen dar: Tiere, arkadische Landschaften, biblische Szenen, Bauern, Landstreicher, Kirmes- und Zirkusvorstellungen und Menschen am Rand der Gesellschaft. Van Nijlen charakterisierte das Werk von van Doorn als „extrem einfach, mitunter fast kindlich“. Die Rezensentin Annemiek Buijs schrieb 2018, seine Bilder strahlten „das Verlangen nach paradiesischer Freude und dem Leben im Freien“ aus. Nach 1933 wurde sein Werk düsterer, die Menschen und Tiere auf seinen Bildern „widersetzen sich einer dunklen Macht, die das Licht schluckt“.
Das Werk von Tinus van Doorn umfasst rund 150 Gemälde, 400 Zeichnungen, Linolschnitte, 15 Skulpturen, Bühnenbilder und Illustrationen für Romane, Gedichtsammlungen und Kinderbücher. Seine Werke befinden sich in den Sammlungen von Stedelijk Museum in Amsterdam, Lakenhal in Leiden,  Museum Belvedere in Heerenveen, Museum Boijmans Van Beuningen in Rotterdam, Gemeentemuseum Den Haag und Van Abbemuseum in Eindhoven.

## Galerie

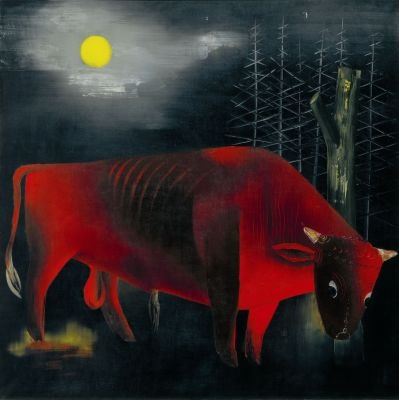
Roter Stier
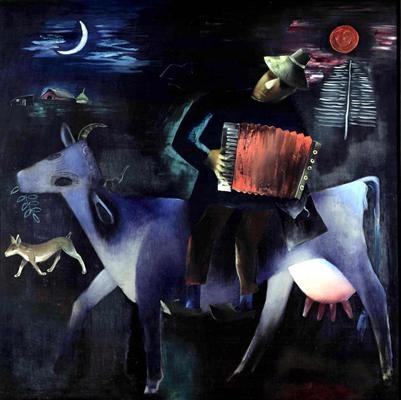
Flämische Kirmess
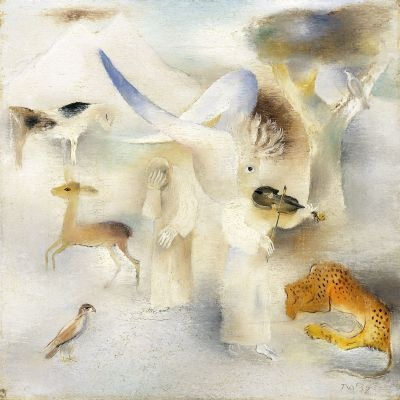
Orpheus spielt vor den Tieren
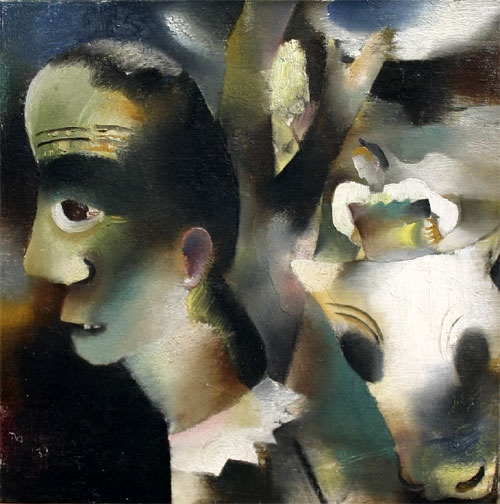
Mädchen mit Kalb
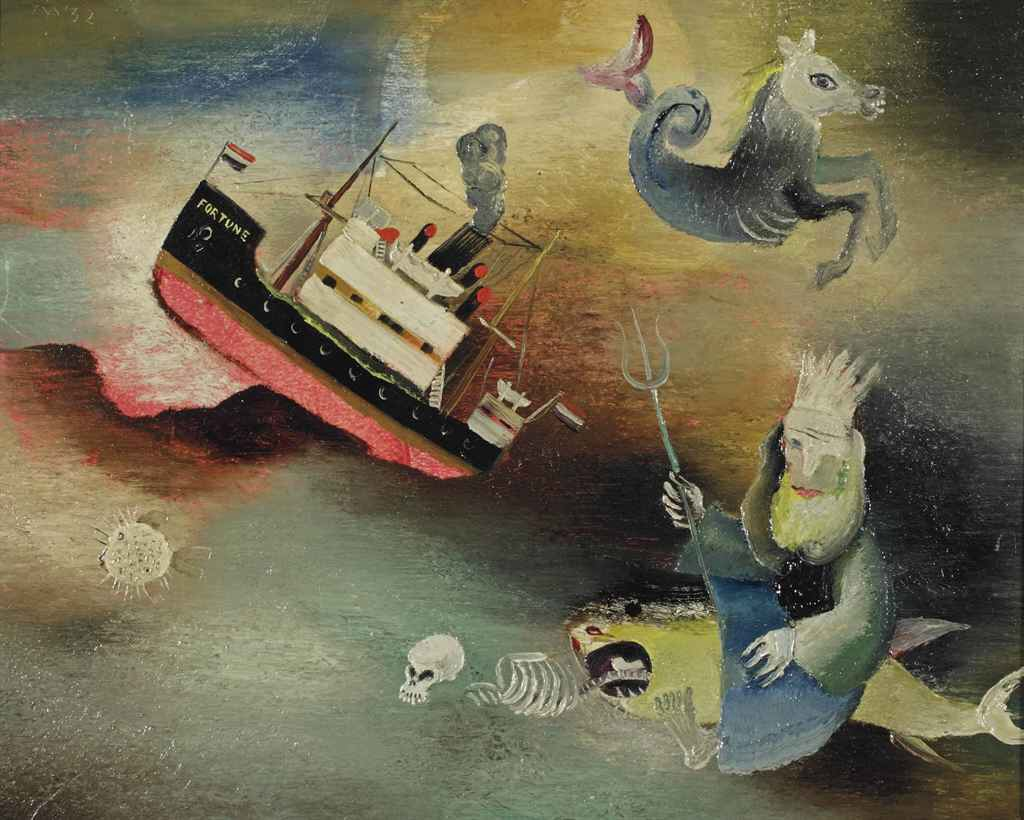
Glück
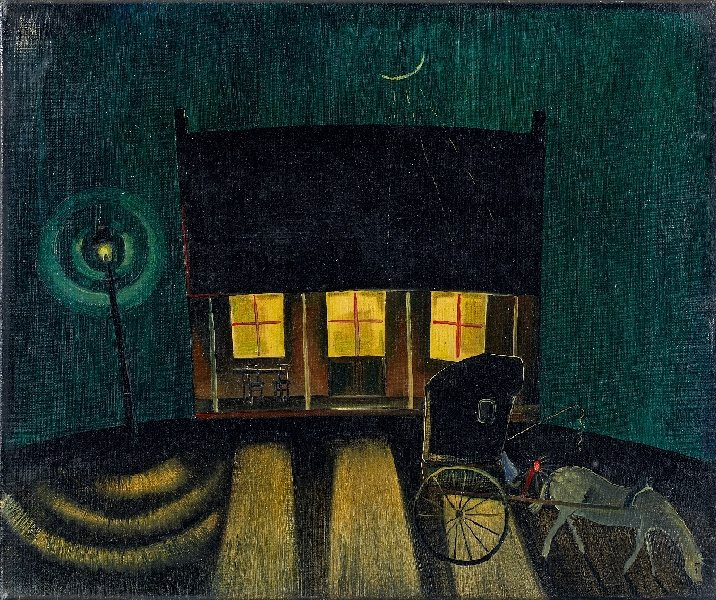
Kutsche vor hell erleuchtetem Haus
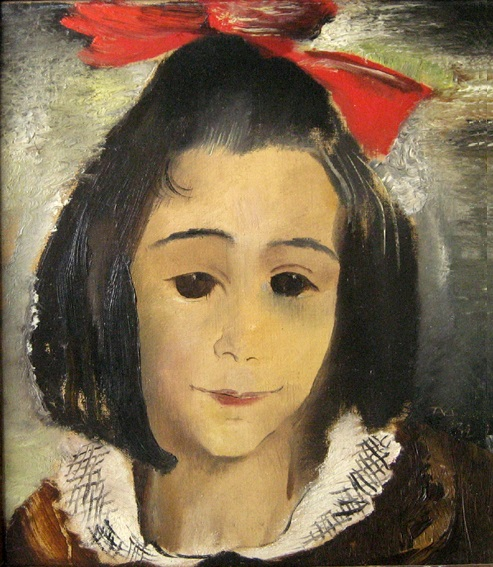
Mädchen
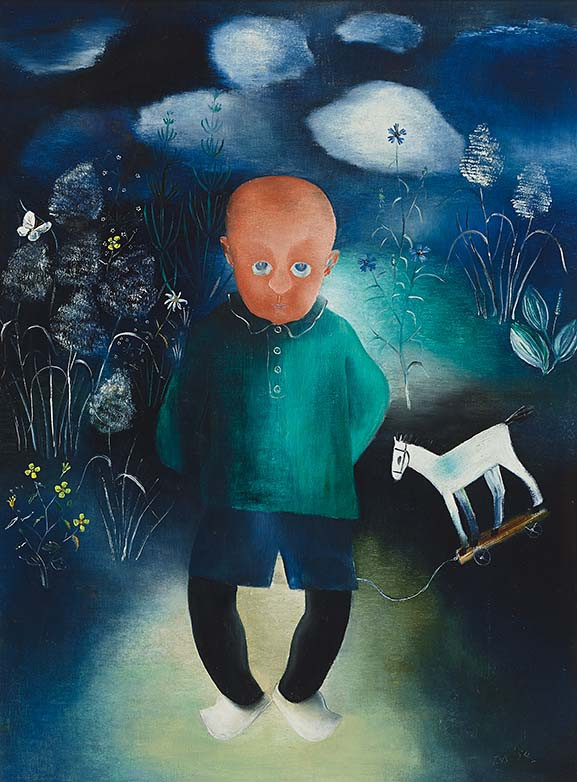
Bauernjunge
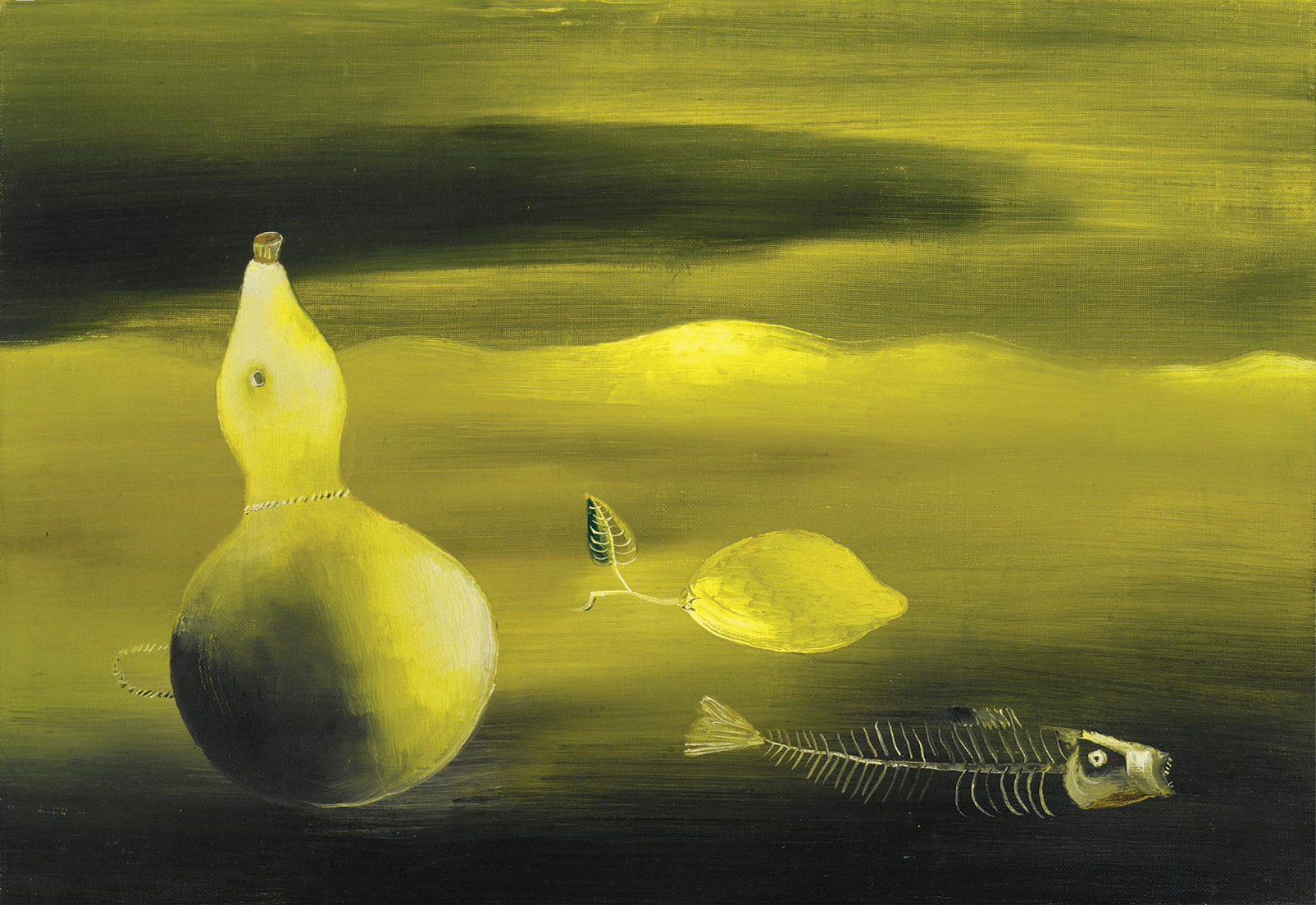
Surrealistische Landschaft
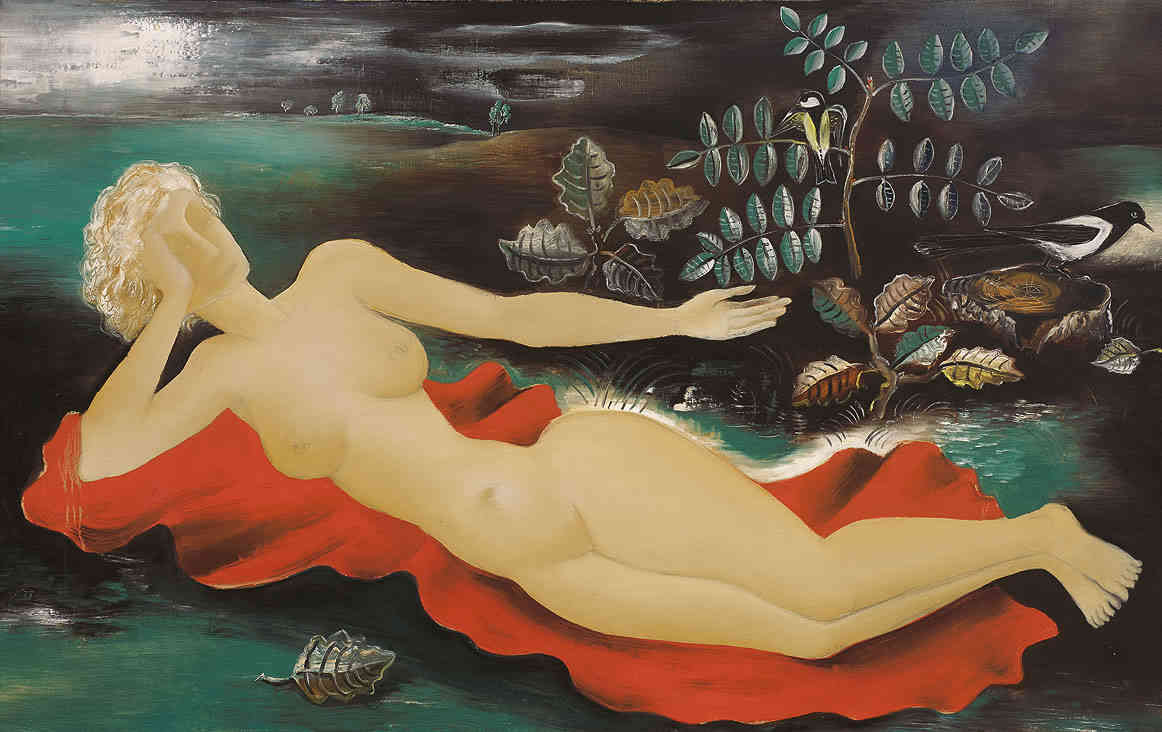
Weiblicher Akt in der Landschaft
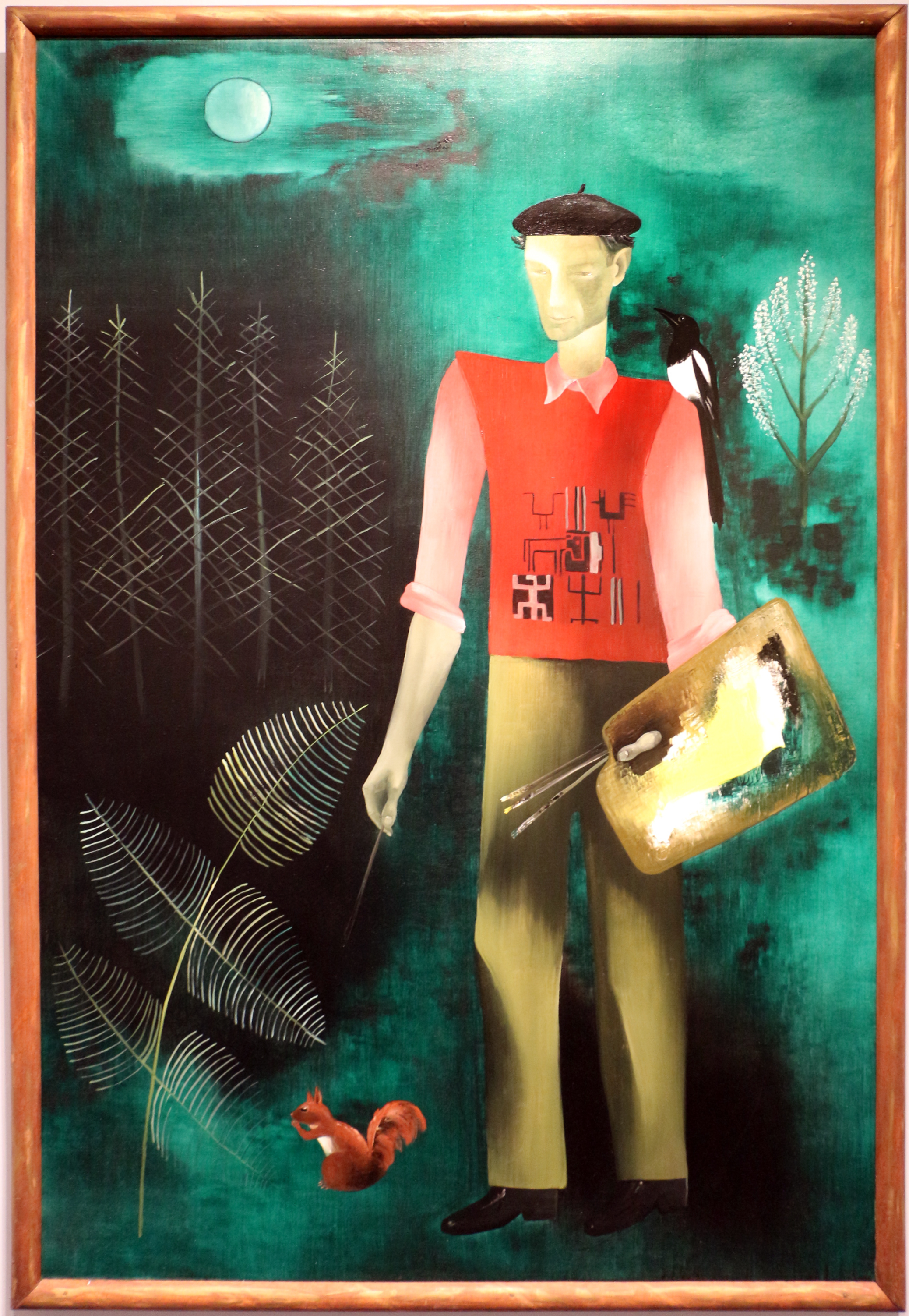
Selbstporträt mit Elster Gerrit